# Вереталь
Вереталь (нім. Wehretal) — сільська громада в Німеччині, знаходиться в землі Гессен. Підпорядковується адміністративному округу Кассель. Входить до складу району Верра-Майснер.
Площа — 39,20 км2. Населення становить 4963 ос. (станом на 31 грудня 2020).